# Тіна Арена
Тіна Арена (нар. 1 листопада 1967, Мельбурн, Австралія) — австралійська співачка.

## Дискографія
- 1977: Tiny Tina and Little John * 1990: Strong as Steel
- 1994: Don't Ask
- 1997: In Deep
- 2001: Just Me
- 2007: Songs of Love & Loss
- 2008: Songs of Love & Loss 2
- 2013: Reset
- 2015: Eleven